# Kasteel van Rumbeke

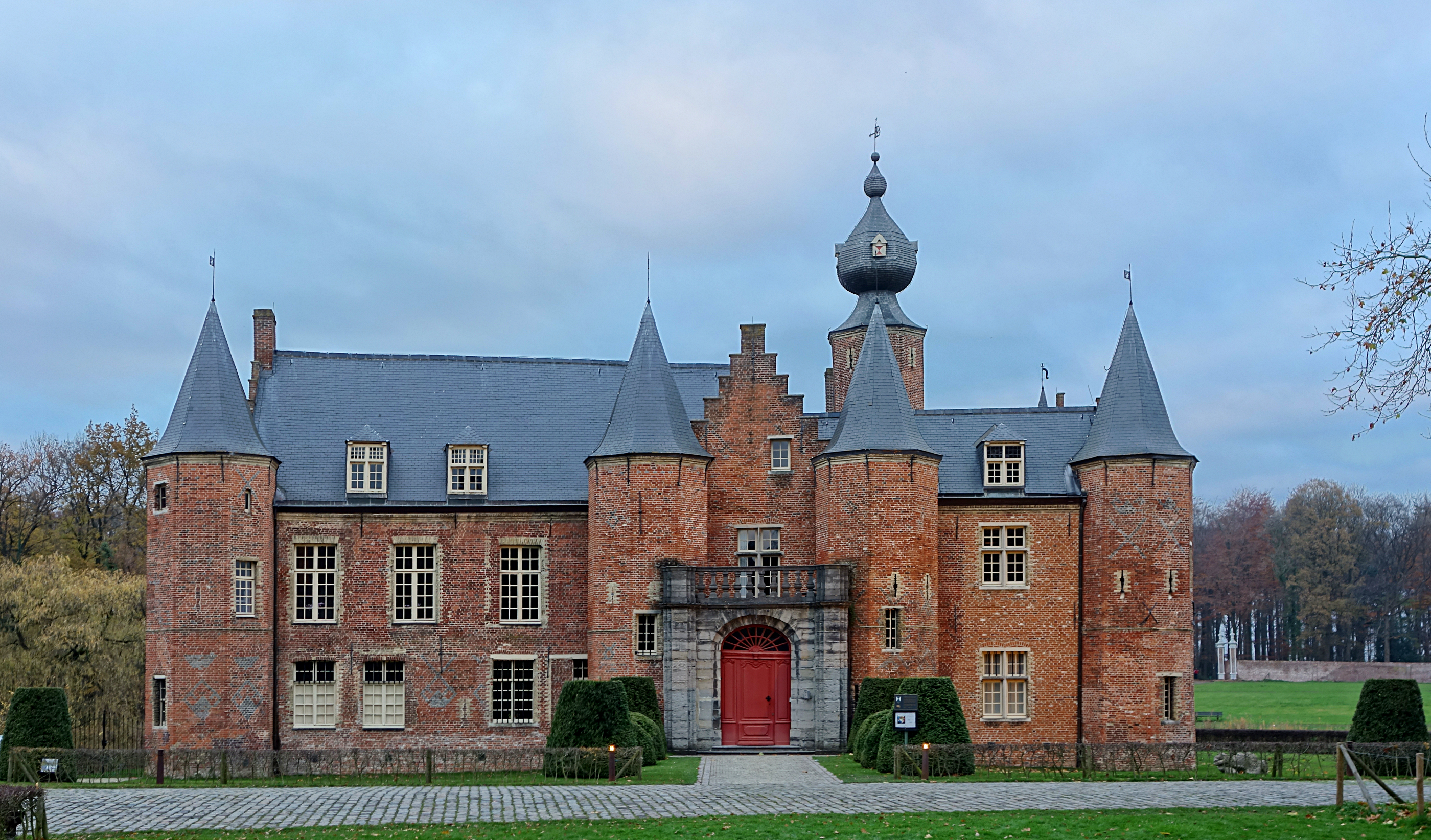
Kasteel van Rumbeke

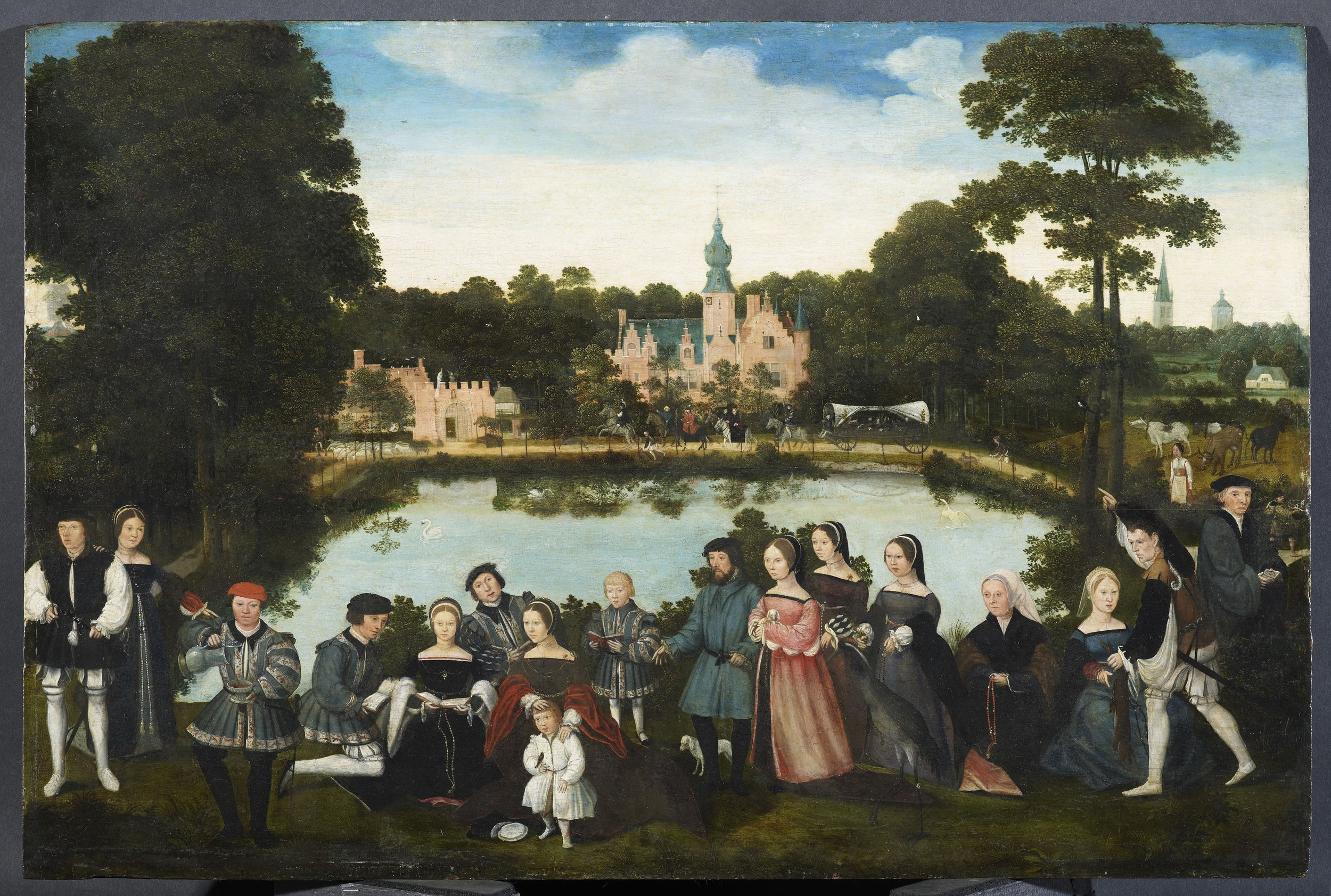
De familie Thiennes voor het slot te Rumbeke, ca. 1535 (privécollectie)

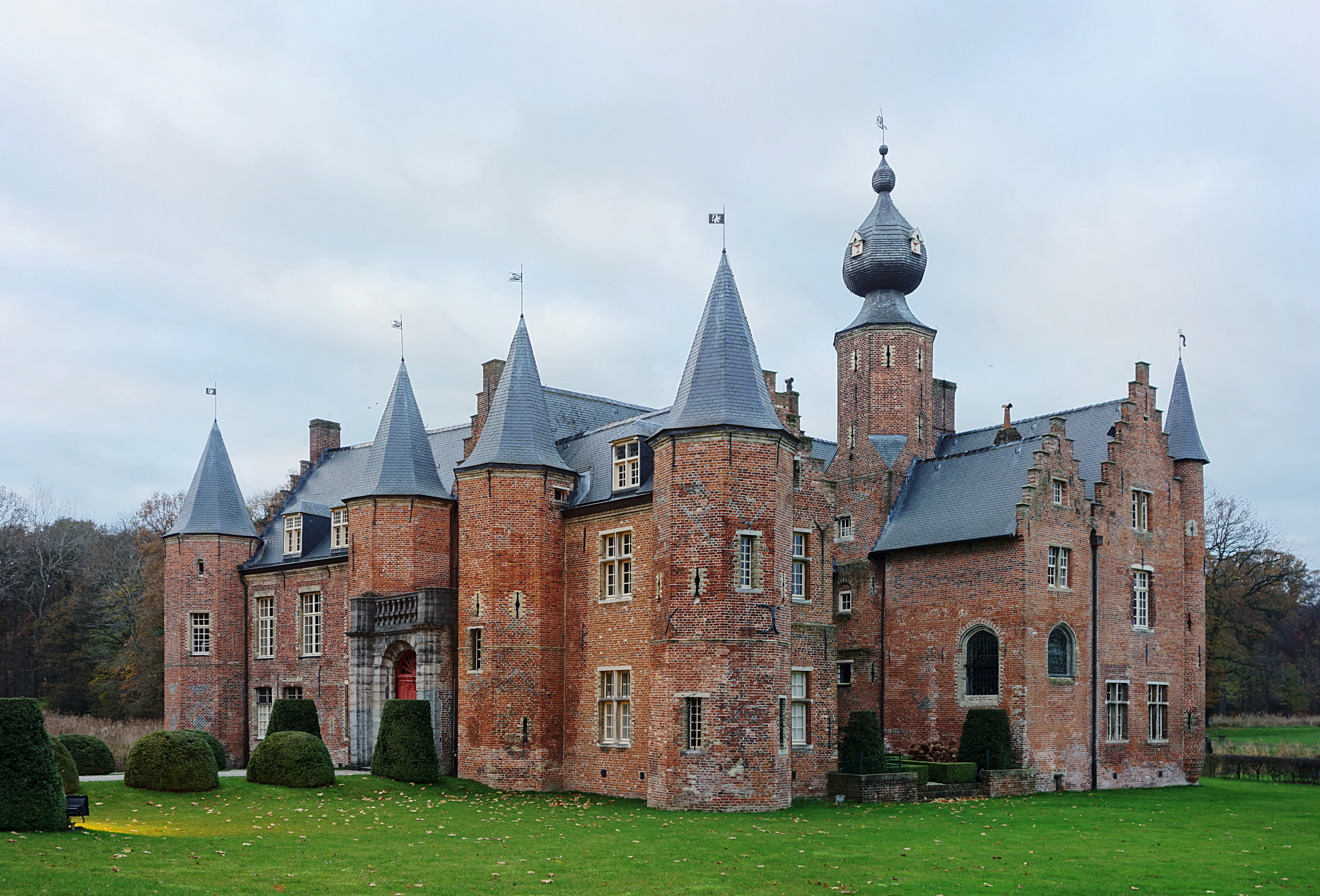
Kasteel van Rumbeke

Het kasteel van Rumbeke of Kaasterkasteel is een kasteel in Roeselare. Het is een van de oudste renaissancekastelen van België. 

## Geschiedenis
Volgens de legende vluchtte in 862 Boudewijn I met de IJzeren Arm, graaf van Vlaanderen, samen met Judith, dochter van keizer Karel de Kale, naar de burcht die toen in Rumbeke stond. Dit leidde, na tussenkomst van de paus, tot een huwelijk in Auxerre en het ontstaan van het Graafschap Vlaanderen.
Het kasteel werd eeuwenlang bewoond door de familie de Thiennes. Rond 1538 braken zij de eerste burcht af en bouwden ze in de plaats een van de eerste renaissancekastelen van Vlaanderen. Het kasteel werd beschadigd door de geuzen, en geteisterd tijdens de oorlogen van Lodewijk XIV van Frankrijk en de Franse Revolutie.
De kernstructuur van het waterkasteel dateert van vóór 1535 en werd in 1538 door Thomas de Thiennes uitgebreid met een kapel, vijf torens en een westelijke vleugel. Later werden nog een duiventoren (1609) en westelijke en oostelijke poortgebouwen (1731) toegevoegd. In de 18e eeuw werd het licht classicistisch verbouwd waarbij het Sterrebos werd aangelegd, met het Prater van Wenen als model. De ingang werd in 1730 naar de zuidkant verhuisd. Boven de tudorboog van de oostelijke poort bevindt zich het wapenschild van de familie de Thiennes, die het kasteel bouwden. Rond 1780 liet men de grachten opvullen met zand. 
Het kasteel werd in 1856 doorgegeven aan de familie Limburg-Stirum door het huwelijk van Marie-Thérèse de Thiennes met graaf Thierry de Limburg Stirum. Deze familieleden werden vaak burgemeester van Rumbeke. 
Tijdens de Eerste en de Tweede Wereldoorlog werd de streek bezet door de Duitsers. Het kasteel werd in die periode gebruikt als officierenkwartier. Van de Tweede Wereldoorlog zijn nog sporen terug te vinden in het kasteel: het oude parket is op bepaalde plaatsen beschadigd door de hakken van Duitse soldaten die tijdens het groeten hard tegen de vloer werden geslagen.
In 1961-65 werd het kasteel gerenoveerd met J. Viën als architect. In 1988 verkocht graaf Guillaume de Limburg Stirum het kasteel aan de NV Sterrebos. De restauratie van het kasteel werd afgerond in 2004.

## Domein
Het kasteel bevindt zich langs het Sterrebos, dat werd aangelegd tussen 1769 en 1774 onder leiding van tuinarchitect F. Simoneau. Langs de grote weide en vijver is een arboretum aangelegd. Op het plein voor het kasteel staat een indrukwekkende plataan, die vermoedelijk uit de 18e eeuw stamt, toen het park werd aangelegd. Het domein bevat ook een gedenkmonument aan zeven Belgische soldaten die gesneuveld zijn tijdens zware gevechten rond het kasteel op 26 mei 1940.

## Beschermd
Het landhuis werd beschermd als monument in 1942, de bijgebouwen in 1962. Het park werd beschermd als landschap in 1969.